# Eppishausen TG
| TG ist das Kürzel für den Kanton Thurgau in der Schweiz. Es wird verwendet, um Verwechslungen mit anderen Einträgen des Namens Eppishausen zu vermeiden. |

Eppishausen ist eine Siedlung und eine ehemalige Herrschaft in der Gemeinde Erlen im Kanton Thurgau in der Schweiz. Das Dorf Erlen-Eppishausen ist im Inventar der schützenswerten Ortsbilder der Schweiz aufgeführt.

## Geschichte
1159 besass das Konstanzer Stift St. Stephan in Eppishausen eine Manse. Die ab 1372 belegte Burg Eppishausen war wie die Gerichtsherrschaft ein bischöflich-konstanzisches Lehen, dessen erster bekannter Besitzer Rudolf von Rheineck war. Seine Erben verkauften 1372 die Herrschaft an die Herren von Helmsdorf. Die erste schriftliche Dorfoffnung datiert von 1447. 1535 kam Eppishausen an die Familie von Bernhausen. 1698 bis 1798 gehörte die Herrschaft Eppishausen mit den VogteienEppishausen, Schocherswil und Biessenhofen dem Kloster Muri, unter dem das Schloss Eppishausen eine durchgreifende bauliche Umgestaltung erfuhr. Nach der Aufhebung der Herrschaft 1798 wurde es 1812 an den Literaturhistoriker Joseph von Lassberg verkauft, der 1818 bis 1838 dort wohnte. Heute ist im Gebäude ein privates Altersheim untergebracht.
1994 entstand neben dem Schloss eine Golfanlage.

## Bilder

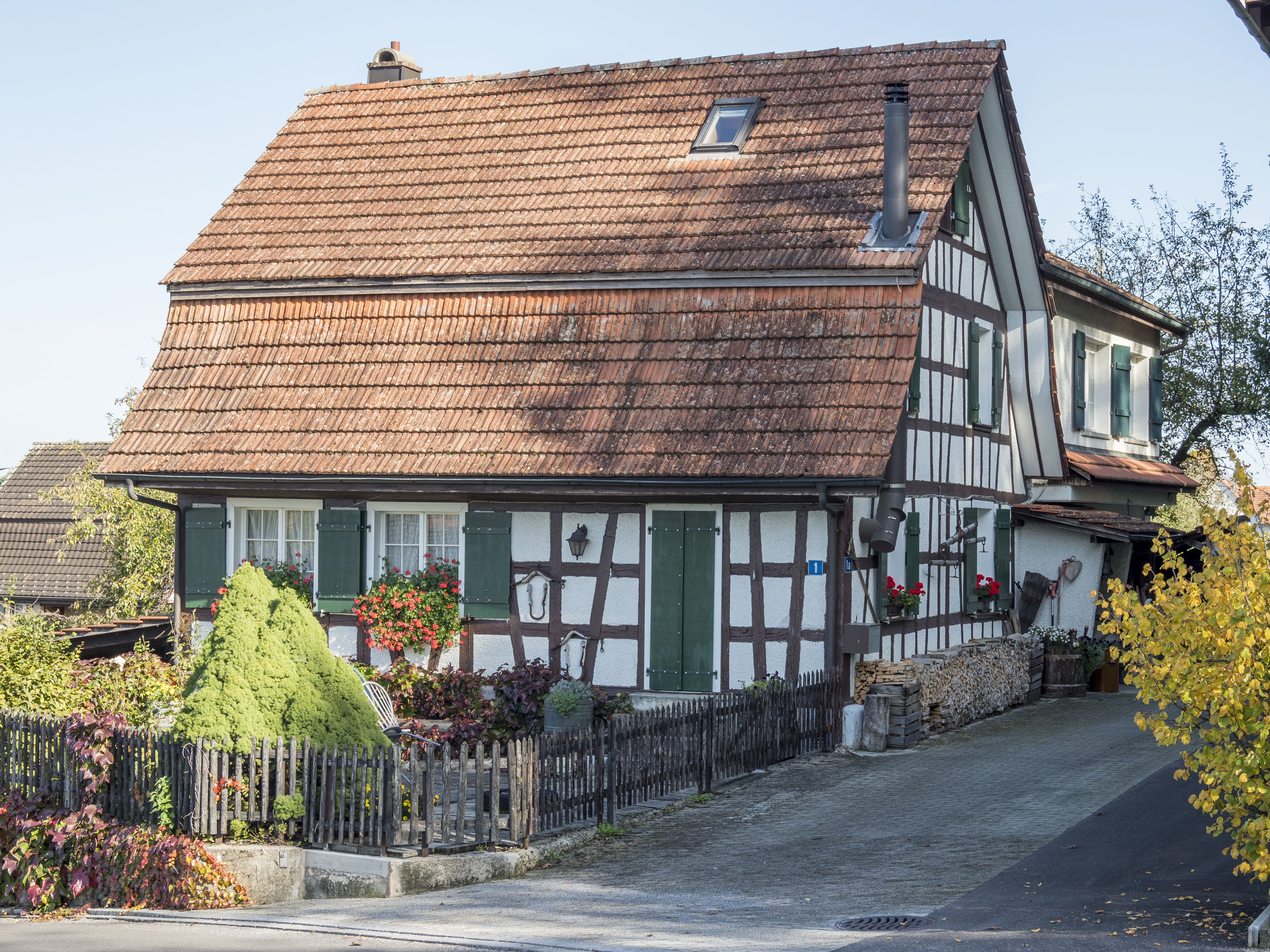
Schlossstrasse 1
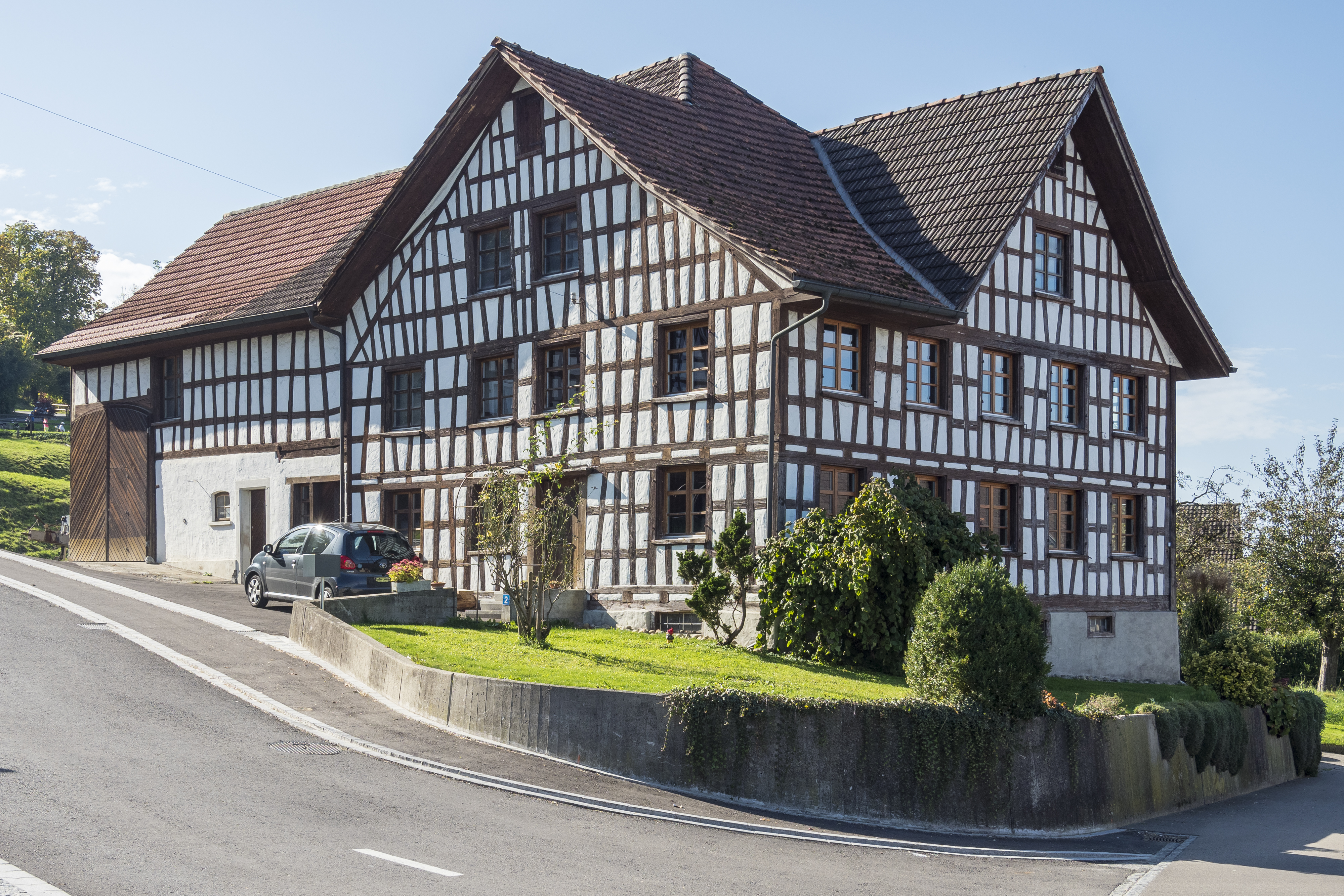
Schlossstrasse 2
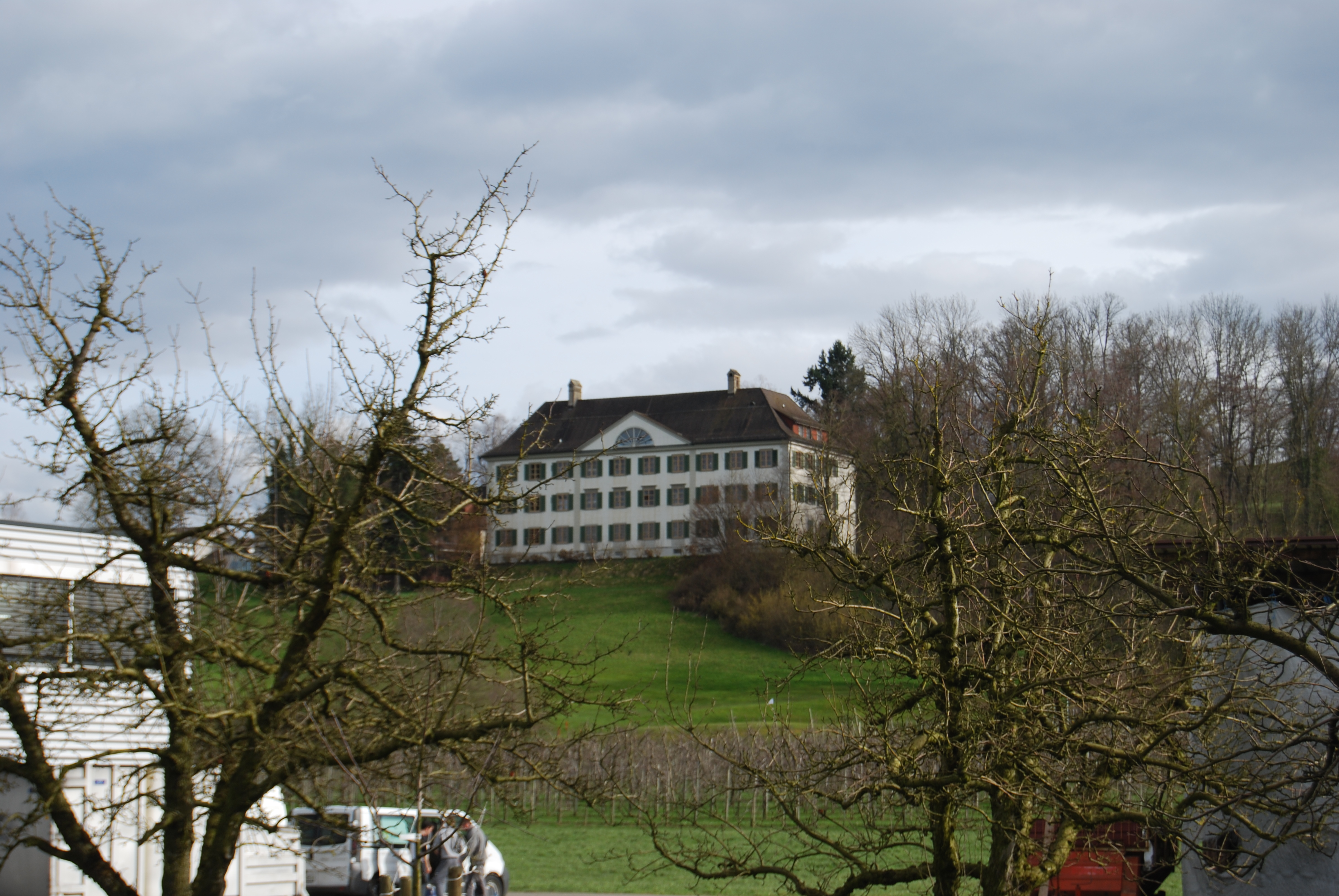
Schloss Eppishausen